# احمد عباس
احمد عباس (عربی: احمد عباس؛ زادهٔ ۸ اکتبر ۱۹۸۵) یک بازیکن فوتبال اهل عربستان سعودی است.
وی همچنین در تیم ملی فوتبال عربستان سعودی بازی کرده است.